# 欽一石
欽一石（きんいちせき、kinichilite）は、テルル酸塩鉱物の一種。化学組成は Mg0.5[(Mn,Zn)Fe3+(TeO3)3]·4.5H2O、またはMg0.5Mn2+Fe3+(Te4+O3)3·4.5H2O。結晶系は六方晶系。

## 産出地
静岡県下田市の河津鉱山で、堀秀道（鉱物科学研究所）により発見された日本産新鉱物。

## サイド・ストーリー
鉱物名は鉱物学者の櫻井欽一にちなむ。
発見時は亜鉛を主成分とするゼーマン石（当時は(Zn,Fe)2(TeO3)3NaxH2-x･yH2O）の二価鉄置換体として報告された。ところが、1995年にゼーマン石と欽一石の構造が再検討され、新たに判明したゼーマン石（Mg0.5ZnFe3+[TeO3]3·4.5H2O）の主成分は三価鉄と亜鉛であると判明したため欽一石はゼーマン石と同等とされ、消滅すると思われた。しかし、同論文では新たに日本の産地から提供されたタイプ標本ではない「欽一石」を分析した結果、マンガンが亜鉛に優越するとしてゼーマン石のマンガン置換体を欽一石と位置付け、この化学式が国際鉱物学連合の新鉱物・鉱物・命名委員会により承認された。このため、堀らの記載論文は名称のみが認められる形となり、タイプ標本がすり替わってしまったまま現在に至っている。